# ماي فوكوي
ماي فوكوي (باليابانية: ふくい舞؛ بالكانا: ふくい まい) هي ملحنة ومغنية مؤلفة يابانية، ولدت في 17 ديسمبر 1984 في كاميغيو-كو في اليابان.

## وصلات خارجية
- ماي فوكوي على موقع IMDb (الإنجليزية)
- ماي فوكوي على موقع ميوزك برينز (الإنجليزية)
- ماي فوكوي على موقع أول ميوزيك (الإنجليزية)
- ماي فوكوي على موقع ديسكوغز (الإنجليزية)